# Aigo boulido

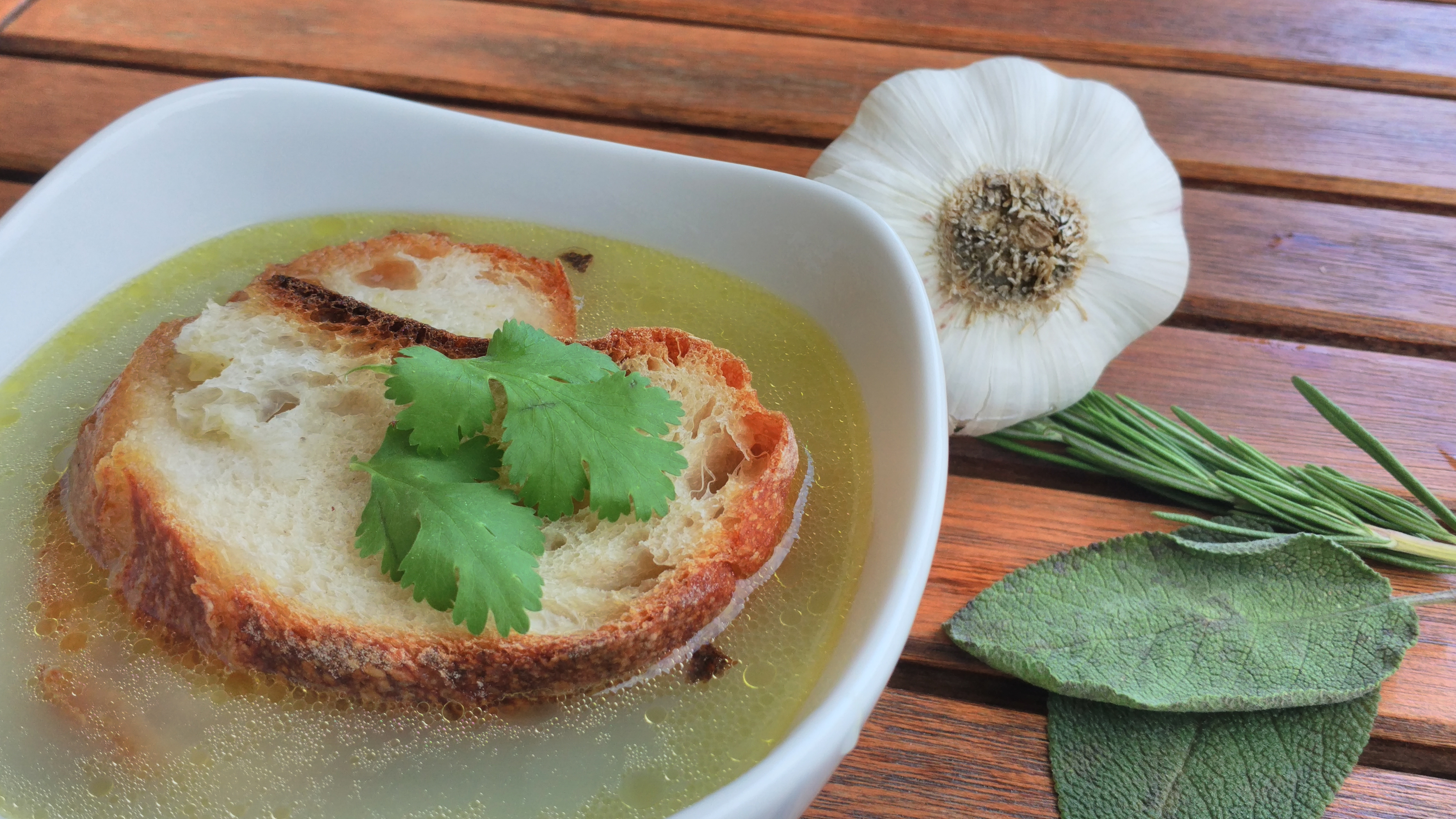
Aigo boulido

Aigo boulido (fr. l'eau bouilli) – czosnkowa zupa prowansalska.
Do przygotowania zupy używa się wrzącej wody, czosnku, żółtka i pieprzu. Ponadto dodawane są inne przyprawy (np. szałwia, sól, tymianek), oliwa, a także grzanki, pomidory lub ziemniaki. Jedną z metod serwowania jest wyłożenie talerza kromkami chleba obficie polanymi oliwą i posypanymi pieprzem. Kromki te zalewa się następnie zupą i spożywa po kilku minutach nasiąkania. Taki sposób podania wspomina Umberto Eco w powieści Cmentarz w Pradze. Zupa jest polecana w przypadku zaistnienia kaca.